# Сарх
Сарх (на френски: Sarh) е третият по големина град в Чад. Старото му наименование е Форт Аршамбо (на френски: Fort Archambault). Сарх е административен център на региона Моайен Шари и има население от 97 224 души (по данни от 2009 г.). Разположен е на бреговете на река Шари в южната част на страната.
Сарх е основан от французите малко след началото на колониалния период като сборно място за работници от трудови лагери, за изграждане на Конгоанско-океанската железопътна линия. Днес градът е транспортен и индустриален център на Южен Чад. Именно тук се произвежда и преработва най-много памук. В Сарх има летище, национален музей, както и няколко висши учебни заведения:
- Гимназия „Ахмед Манге“
- Католически частен колеж „Шарл Луанга“
- Баптистки частен хуманитарен колеж
- Институт за изследване на земеделието и околната среда

## Побратимени градове
- Шербур ан Котантен, Франция